# Франзен, Джонатан
Джо́натан Эрл Фра́нзен (англ. Jonathan Earl Franzen; 17 августа 1959, Уэстерн-Спрингс, Иллинойс, США) — американский писатель-романист.

## Биография
Родился 17 августа 1959 года в Чикаго, штат Иллинойс, рос в штате Миссури, в пригороде Вебстер-Грувз города Сент-Луис. Предки отца, выросшего в Миннесоте, происходили из Швеции, предки матери — из Восточной Европы.
Получил образование в Суортмор-колледже. Кроме того, в студенческие годы он получил стипендию фонда Фулбрайта, позволяющую лучшим студентам получить образование за рубежом, и некоторое время провёл в университетах Западной Германии.
Отмечен EuroNatur-Preis (2015).

## Ранние романы
«Двадцать седьмой город» (The Twenty-Seventh City), изданный в 1988 году, стал первым романом, который принёс известность Франзену. Этот роман был тепло принят читателем и заставил приковать внимание к Франзену как к многообещающему автору. В разговоре с романистом Дональдом Антримом для журнала «Bomb Magazine» Франзен описал «Двадцать седьмой город» как «беседу с литературными фигурами поколения моих родителей, постмодерн великих шестидесятых и семидесятых». Позже Джонатан в интервью добавил: «Я был худым, испуганным ребёнком, пытающимся написать большой роман. Маска, которую я надел, это была маска писателя среднего возраста риторически подкованного, чрезвычайно умного и знающего».
Следующий роман «Сильное движение» (Strong Motion, 1992) фокусируется главным образом на неблагополучной семье, Холландах. В романе Джоната Франзен использует сейсмические события на американском Восточном побережье как метафору землетрясений, которые происходят в семейной жизни. Как выразился Франзен, «я представлял себе, что жизнь нарушается извне». Роман не имел финансового успеха на момент его публикации и впоследствии Франзен защитил роман в интервью 2010 года, отметив: "Я думаю, что они [критики и читатели] должны быть более снисходительны к «Сильному движению».

## «Поправки», «Свобода», «Безгрешность»

### «Поправки»
Джонатан получил мировую известность после публикации романа «Поправки» (2001), в котором он описал жизнь американской семьи среднего класса, со всеми нелицеприятными и пугающими подробностями судьбы каждого её члена. Роман быстро стал бестселлером, а автор получил престижные Национальную книжную премию и премию Джеймса Тейта Блэка.
История семьи со Среднего Запада, рассказанная с иронией и любовью, оказалась глубоко универсальной. Чета Ламбертов и трое их взрослых детей похожи на любую настоящую семью: они любят и ненавидят друг друга, портят и спасают друг другу жизнь — и никто, включая их самих, не может помешать им собраться вместе за рождественским столом, если этого хочет мама. Фоном для этой вечной коллизии служит Америка 90-х — с её внешним благополучием и внутренней тревогой, в смутном предчувствии перемен.

### «Свобода»
История героев «Свободы» Патти и Уолтера Берглунд отражает опыт целого поколения, которое пережило 11 сентября, вторжение в Ирак, экономический кризис и выбрало президентом Барака Обаму. В романе, блистательно воскрешающем традиции большой прозы XIX века, Джонатан Франзен размышляет о том, возможна ли свобода выбора, знаем ли мы, к чему стремимся, когда хотим свободы, и о том, как легко мы жертвуем своими близкими ради её призрака. Как и предыдущий роман Франзена «Поправки» (2001), «Свобода» — столь же язвительный и мудрый взгляд на семью в современной Америке. Но если в «Поправках» конфликт поколений так и остаётся неразрешённым, новый роман- это история о детях, которые победили отцов и не стали от этого счастливее.
Герои «Свободы» Патти и Уолтер демократичны, образованы, заботятся об окружающей среде и лишены предрассудков; у них идеальная семья. Но благие намерения не спасают их от потрясений, которыми чреваты отношения свободных людей в семье и в обществе. В романе, укрепившем его славу главного американского прозаика, Джонатан Франзен говорит о недостижимости истинной свободы и о том, как часто мы жертвуем самым главным ради её призрака.

### «Безгрешность»
В интервью «Portland Monthly» 18 декабря 2012 года Франзен признался, что работает над очередным большим романом. 17 ноября 2014 года The New York Times Artsbeat Blog сообщил, что роман под названием «Безгрешность» (Purity) будет выпущен в сентябре. Джонатан Галасси, президент и издатель Farrar, Straus & Giroux, описал «Безгрешность» как многопоколенный американский эпос, охватывающий десятилетия и континенты. В центре истории — жизнь молодой американки, которая не знает, кто её отец, и намеревается раскрыть его личность. Повествование простирается от США до Южной Америки, от послевоенной Восточной Германии до краха Берлинской стены.
Роман «Безгрешность» в настоящее время находится в процессе адаптации к мини-сериалу с 20 эпизодами для Showtime. Сериал будет спродюсирован Скоттом Рудином, участие в котором будет принимать среди прочих Дэниэл Крейг. Он сыграет роль Андреаса Вольфа, лидера выдуманной Франзеном организации, похожей на WikiLeaks.

## Другие произведения
В книге очерков «Дальний остров» (Farther Away, 2012) представлены эссе, опубликованные в период 2002—2011 годов. Большая часть из них посвящена апологии чтения, размышлениям автора о смысле судьбе литературы в современном мире, месте её среди традиционных ценностей западного общества, а также детским и юношеским воспоминаниям.
Побудительными мотивами для размышлений автора выступают, как правило, как повседневные мелочи, так и трагические события: внезапная смерть друга, экономическая экспансия Китая, современные компьютерные технологии, определяющие стиль общения людей.

## Оценки
Российский писатель Захар Прилепин сравнил Франзена со Львом Толстым: «Франзен пишет на том же, что и Толстой, почти недостижимом уровне — с тонкой прорисовкой самых разных героев, создавая энциклопедию быта, чувств, патологий».
Российский поэт и писатель Дмитрий Быков в интервью Youtube-каналу «ещёнепознер» назвал Джонатана Франзена одним из лучших мировых писателей, наряду с Томасом Пинчоном и Джесси Боллом.